# Metopobactrus verticalis
Metopobactrus verticalis là một loài nhện trong họ Linyphiidae.
Loài này thuộc chi Metopobactrus. Metopobactrus verticalis được Eugène Simon miêu tả năm 1881.